# Hennepakker

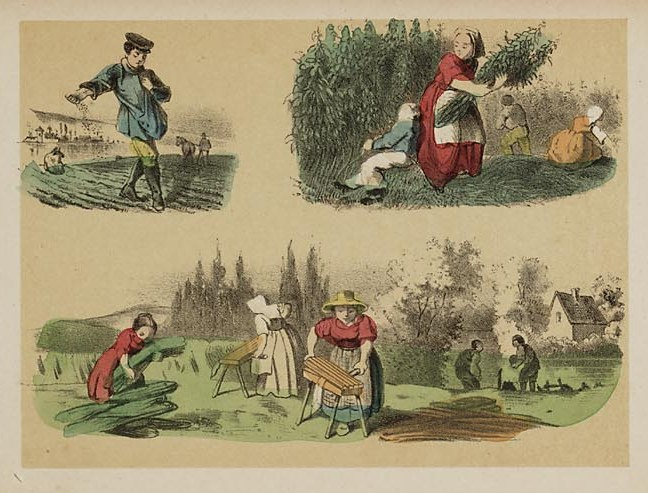
19e-eeuwse plaatjes over de hennepteelt

Een hennepakker of hennepwerf is landbouwgrond waarop vezelhennep wordt geteeld. Die teelt was eeuwenlang van belang voor de scheepvaart omdat er touwwerk en zeildoek van kon worden gemaakt. Van de vezels werd ook kleding vervaardigd. Korte vezels werden werk genoemd en waren geschikt voor het breeuwen van naden in houten schepen. De geproduceerde hennepstengel werd aan rolreders in de Zaanstreek verkocht. Ze werd daar in hennepklopmolens verwerkt tot vezel dat als grondstof diende voor het maken van met name textiel.
In West-Nederland waren voor het verbouwen van hennep vrij kleine, relatief hooggelegen akkers aangelegd. Ze werden omzoomd door sloten waaraan knotbomen stonden als windscherm. De hennepakker was dicht bij de boerderij gelegen omdat ze sterk bemest moest worden. Die mest werd gewonnen tijdens de winterstalling van de koeien, maar men hield er ook speciaal varkens voor die weer gevoed werden met bijproducten van de kaasmakerij. De teelt was mede bedoeld als risicospreiding in verband met de regelmatig de kop opstekende epidemieën van veeziekten zoals runderpest.
In de tweede helft van de negentiende eeuw nam, onder andere door maaivelddaling, het belang van de hennepteelt af. Men gebruikte de mest, vanwege de hoge prijzen die konden worden ontvangen voor zuivelproducten, liever voor de weidegronden. In sommige hoog gelegen delen van de Hollandse Waarden bleef men echter tot in de twintigste eeuw hennep telen. Bij oude boerderijen zijn daar de karakteristieke akkertjes te zien, en op sommige plaatsen zijn ook de speciale hennepschuren nog aanwezig.